# Cerinthe glabra
Cerinthe glabra är en strävbladig växtart. Cerinthe glabra ingår i släktet vaxblommor, och familjen strävbladiga växter.

## Underarter
Arten delas in i följande underarter:
- C. g. caucasica
- C. g. glabra
- C. g. longiflora
- C. g. pirinica
- C. g. pyrenaica
- C. g. smithiae
- C. g. tenuiflora

## Bildgalleri

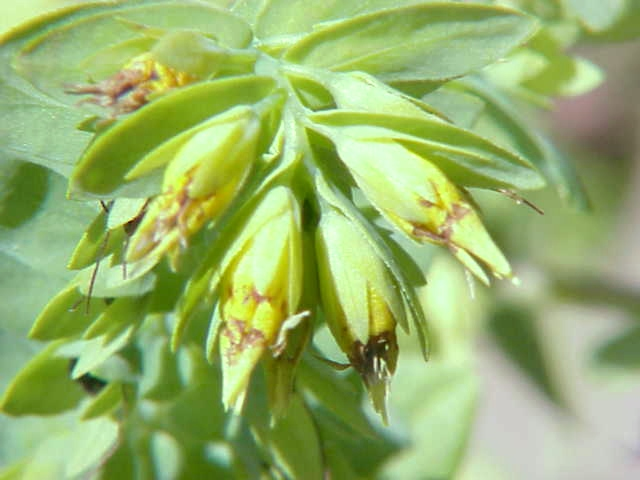
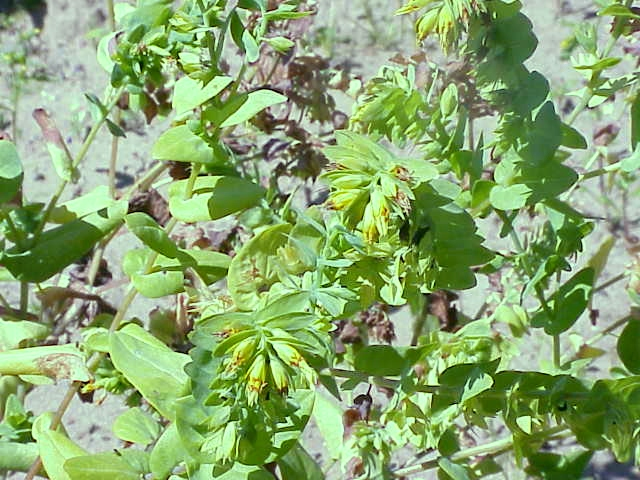
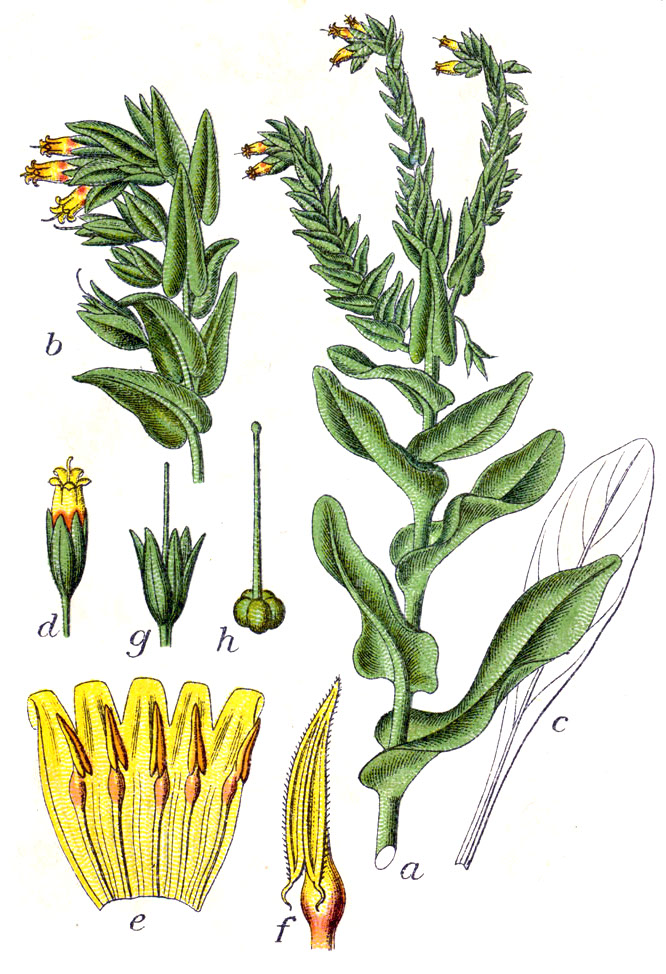